# Leonid Nuzbroh
Leonid Nuzbroh (în rusă Леонид Нузброх; n. 20 februarie 1949, Cahul, RSS Moldovenească, URSS) este un scriitor, poet și jurnalist sovietic, moldovean și israelian de limbă rusă.

## Biografie
S-a născut în orașul Cahul din raionul omonim, RSS Moldovenească, în familia lui Mihail (Menașe) Nuzbroh și Leia (n. Tabacinik). După ce a slujit în armata sovietică (1968-1970) s-a întors în Moldova. A lucrat într-un institut de proiectare și construcții, în domeniile finanțelor și în producție, ulterior, în jurnalism, urcând scara carierei de la un tehnician-proiectant al institutului de proiectare „Moldgiproavtodor” la maistrul principal al conductelor de apă din Cahul (1972), ulterior, a devenit directorul general al întreprinderii comune „ROBI” (1990). În 1993 a fost autorizat să reprezinte în străinătate interesele orașului Cahul și orașelor-gemene pentru orașul Cahul. 
În 1998 a emigrat în Israel, unde s-a stabilit în Așdod. În 2008 a fost admis în Uniunea Scriitorilor din Israel. În 2009 a deschis un cerc literar (împreună cu Galina Aharonova). A fost premiat la concursul „Omul Anului 2011” la categoria Literatură din Israel. A fost șef al filialei Așdod si vicepresedinte a Uniunii Scriitorilor de limbă rusă din Israel. Prezentat de Comunitatea Evreiască din Cahul pentru titlul de „Cetățean de Onoare al municipiului Cahul”.
Fiul său, Eduard, este multiplu campion israelian și de două ori campion european (2015) la ridicarea kettlebell-ului (categoria de greutate, 24 kg).

## Cariera literară
A început să scrie în 1963. La mijlocul anilor 1960, a urmat studioul literar al poetei Irina Ulianova din Chișinău. A publicat constant în ziare: schițe, interviuri, eseuri, felietoane, povești și poezii. A luat parte la serile-întâlniri creative, serile-rapoarte, a vizitat concerte ca poet-recitator, prezentator, a fost invitat să-și citească poeziile la radio. A participat și a câștigat concursurile republicane organizate de Uniunea Jurnaliștilor și Ministerul Culturii din Moldova. În 1995 a publicat carte de proză și poezie „Dator memoriei” (У памяти в долгу). În Israel, are peste nouăzeci de publicări în almanahurile literare „Ziua Poeziei-2015” (День поэзии-2015, colecția Uniunii scriitorilor rusofoni din Israel), „Cronometru” (Хронометр), „Almanahul literar din Așdod”, revistele literare „Cahulul Literar și Artistic”,„Început” (Начало), „Ecoul rus” (Русское эхо), „Pași” (Ступени), în ziarele «Literatura si Arta» (Chișinău), „Cahul Expres”,„Vesti” (Вести), „Secret” (Секрет), „Vestitorul Haifei și Nordului” (Вестник Хайфы и Севера), „Vestitorul Galileii și Amakim” (Вестник Галилеи и Амаким), „Pod” (Мост), „Buletinul cultural al Așdodului” (Культурный вестник Ашдода), etc. Este participant al antologiilor prozaice și poetice, inclusiv antologia „Pentru tine, Israel!” (Тебе, Израиль!, 2008), „CAHUL. Pagini de literatură” (București, 2018).

## Publicații
- У памяти в долгу („Dator amintirii”, poezie și proză). ISBN 5-7790-0144-8, Chișinău: Центральная типография, 1995.
- Посредник („Intermediar”). Tel Aviv: Safer, 2007. — 183 p. ISBN 9789657288191
- «Моше», «Скатерть», Еженедельник «Еврейское Местечко» („Moșe”, „Fețe de masă” ”, săptămânalul „Ștetl evreiesc”), № 35 (244), 10.10.2008, pag. 10-11, Chișinău.
- Долгая дорога домой („Drumul lung pâna acasă”, roman). ISBN 978-965-7386-18-7, Tel Aviv: BEIT NELLY MEDIА, 2009. — 264 p.
- «Поэтическая коллекция» („Colecție poetică”), Независимый еженедельник «Мост», № 492, 16.09.2009 г., тир. 10000 ex.
- Юбилейный творческий вечер Леонида Нузброха. („Seară creativă aniversară a lui Leonid Nuzbroh”) DVD, Tel Aviv: BEIT NELLY MEDIА, 2010.
- «Сирена» („Sirena”), săptămânal «Панорама», № 252, апрель 2011, p. 19, Melbourne (Australia).
- Сборник избранных произведений („Colecție de lucrări selectate”, poezie și proză). ISBN 978-965-555-366-6, Tipografia '"Ahim, 2011. — 247 p.
- Творческий вечер «Леонид Нузброх в кругу друзей» („Seară creativă aniversară a lui Leonid Nuzbroh”, Așdod). DVD-диск. Типография «Ахим», Israel, Așdod, 2012.
- Долгая любовь моя („Dragostea mea lungă”, roman). ISBN 978-9975-53-240-2, Chișinău: Tipografia Centrală, 2013. — 200 p.[4]
- Творческий вечер «Леонид Нузброх в кругу друзей — 2» (Chișinău). DVD-диск. Tipografia Ahim, Israel, Așdod, 2013.
- „Salcamul din Cahul”. ISBN 978-9975-53-3539, Chișinău: Tipografia Centrală, 2014. — 206 p.[5]
- Жизнь — не пикник („Viața nu este un picnic”). Carte audio, 2015.
- „Inima mea, de ce plângi?”. ISBN 978-9975-53-572-4, Chișinău: Tipografia Centrală, 2015. — 104 p.[6]
- «Моше»/«Машэ» („Moșe/Mașe”). traducere în belarusă[7]. Перевод на белорусский напечатан также в газете «Берега» (Минск), № 12, декабрь 2017, tiraj 6650 ex.
- «Евреи Молдовы» („Evreii Moldovei), enciclopedie, (vol. I „Cahul. Evrei”), Chișinău: Tipografia Centrală, 2018. — 304 с., tir. 500 ex., ISBN 978-9975-53-944-9.
- «Проза/Позия-2018», („Proză/Poezie-2018”, biblioteca Uniunii scriitorilor de limbă rusă din Israel), pag. 215—220, poezii — pag. 179—183, Editura Rothschild Boulevard, Tel Aviv, Israel, 2018, ISBN 0 8000573005 8
- «Эллада/Ελλάδα», Colecție ruso-greacă, «Обей/Ομπγιεγι» (pag. 110—120), ISP, Moscova, 2018, 278 p., tir. 5000 ex. ISBN 978-5-907042-10-0
- I. Novac, „CAHUL. Pagini de literatură”. București, 2018. Pag. 49 — 54 — Leonid Nuzbroh. ISBN 978-973-0-28331-0
- Судьбы, опалённые войной („Destinele arse de război”). Carte audio, 2019.
- * «Волшебная дверца», („Ușa magică”, colecție de lucrări pentru copii).
- Povestea „Lașul” (Трус), pagini: 218—224. Editura SRPI, 2019, tip. Shahar Tel—Aviv, ISBN 0 8000573010 2 * «Избронное» в трёх томах, („Selectat”, în 3 volume).
- Editura „Început” („Начало”), 2020, tip. „Shahar”, Tel—Aviv (La cea de-a 70-a aniversare a autorului), SBN 978-965-92785-0-3,  ISBN 978-965-92785-1-0, ISBN 978-965-92785-2-7.  * &quot;NEW VOICES&quot; (Voci noi): sat. lucrări. În engleză (Seria SRPI Library, 2020) — pagini: 32-  38, 63-71, 178-190, ISBN 978-965-7781-18-0.  * «Новеллы», („Novelas”, autori: Leonid Nuzbroh, Mikhail Nuzbroh, Eduard Nuzbroh), Editura  „Început” (&#39;&#39;Начало&#39;&#39;), tip. „Ahim”, Ashdod, 2021. — 446 pag., ISBN 978-965-92785-3-4.  * «Silly heart». Selected Works. Prose. Poetry. (Inima proastă. Lucrări alese. Proză. Poezie. — în  limba engleză), Editura „Început”, tip. „Ahim”, Ashdod, 2021, ISBN 978-965-92785-4-1.  * «Пока мы помним прошлое у нас есть будущее» — очерки, зарисовки, стихотворения.  („Atâta timp cât ne amintim de trecut, avem un viitor” — eseuri, schițe, poezii), Editura  „Început”, tip. „Ahim”, Ashdod, 2021, — 216 pag. ISBN 978-965-92785-6-5,  * &quot;Ты будешь моей Ассолью» — песни, („Tu vei fi Assolya mea” — melodii). Editura  „Început”, tip. „Ahim”, Ashdod, 2022, ISBN 978-965-92785-5-8